# 今西卓

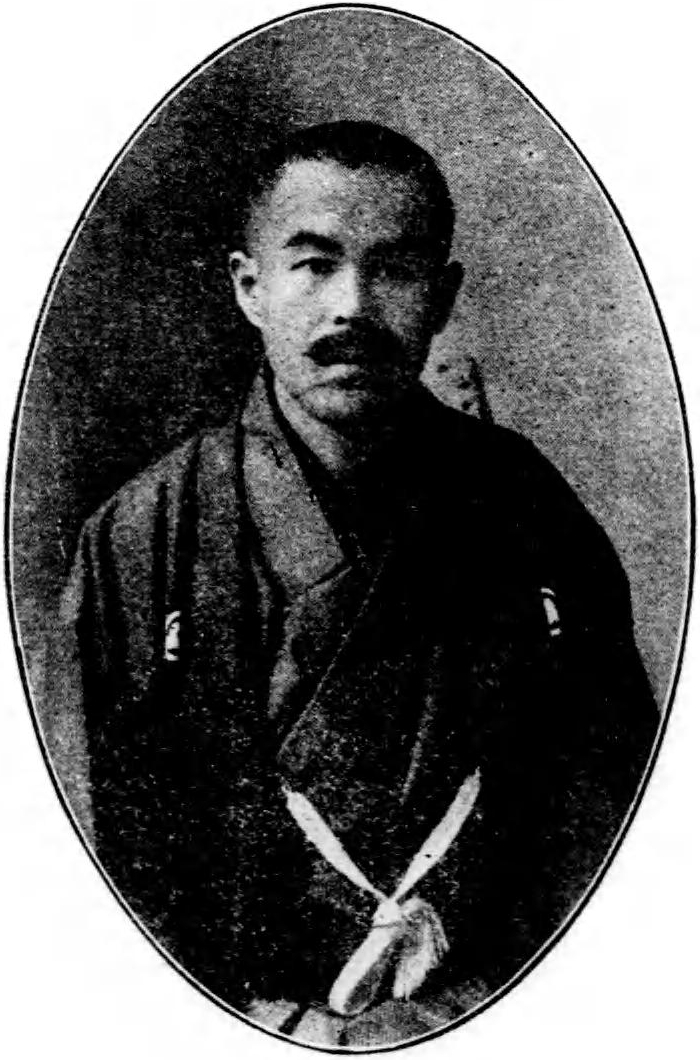
肖像写真

今西 卓（いまにし たく、1883年〈明治16年〉8月7日 - 1933年〈昭和8年〉4月23日）は、明治末期から昭和初期にかけて活動した日本の電気技術者、実業家。愛知県豊橋市の電力会社豊橋電気に技師長として入社し、後に支配人へと昇進。同社が解散した後は東三河地方の電気・鉄道事業に関わった。岐阜県出身。

## 経歴

### 豊橋電気入社
今西卓は、1883年（明治16年）8月7日、岐阜県池田郡池野村（現・揖斐郡池田町池野）の豪農今西文造の長男として生まれた。幼少時より俊才で、温知学校を経て岐阜県大垣中学校へ入学、開学以来となる好成績で卒業した。次いで京都の第三高等学校へ進み、1905年（明治35年）7月第二部工科を卒業。最終的に1908年（明治41年）7月、京都帝国大学理工科大学電気工学科を卒業した。
大学卒業後は学者を志望し大学院進学を準備していたが、周囲につられて就職へと方針を転換、日英水力電気という電力会社への入社を決めた。同社は日本とイギリスの合弁による大井川開発・東京送電を企画していた会社で、1908年6月に発起人総会が開かれたばかりであった。ところがイギリス側との交渉が捗らず会社設立に至らないため、今西は芝浦製作所（現・東芝）の岸敬二郎に紹介されて、一時的な就職先として愛知県豊橋市の電力会社豊橋電気に技師長として入社した。その後日英水力電気が会社設立に失敗し日英水電という静岡県内だけに供給する電力会社として出発したことから、今西は同社へ移ることなくそのまま豊橋電気に留まった。
今西が入社した豊橋電気は、1894年（明治27年）に地元の三浦碧水らによって設立された電力会社である。元々地元資本の会社であったが、会社規模の拡大に伴い地元以外からの出資が多くなっており、1908年には東京の実業家福澤桃介が筆頭株主となり取締役に加わっていた。この豊橋電気に入った今西の最初の仕事が豊川（寒狭川）における長篠発電所建設（1912年完成）であった。同地点は落差が少なく河川流量の変動が大きいという欠点があるため、水車をできる限り低い位置に置いて落差を稼ぎつつ縦軸を上へ伸ばして発電機を洪水位よりも高い位置に置く、という縦軸式水車発電機を取り入れた。今西はこれをナイアガラの滝にある同種の発電所にちなんで「ナイアガラ式発電所」と紹介している。
1916年（大正5年）2月、豊橋電気支配人に就任する（技師長と兼任）。豊橋電気の社長となっていた福澤桃介は名古屋市の名古屋電灯でも社長を務めており、同社の経営を主体としたため、豊橋電気の実質的経営は専務の武田賢治と支配人の今西に任された。相棒となった武田は宝飯郡国府町（現・豊川市）の医師兼実業家で、当時は福澤とともに各地の電気事業にかかわっていた。傲慢な性格で周囲に敵が多い人物であったが、今西とは親密な関係であったという。

### 東三河実業界での活動
1920年（大正9年）12月、福澤が社長を兼ねる豊橋電気と名古屋電灯の合併が決定された。この合併に際し地元豊橋では反対意見が相次ぎ、豊橋市会では豊橋電気の事業市営化に動き始める。しかし逓信省の合併認可が下りたことから翌1921年（大正10年）4月豊橋電気は名古屋電灯へと合併されて消滅した。
豊橋電気の名古屋電灯合併について、豊橋電気社内でも専務武田賢治と支配人今西卓は市営化賛成の立場にあった。両名は合併を機に福澤の会社から離れ、独自の活動を始めた。2人はまず1921年2月、豊橋市に資本金200万円で「豊橋電気信託」という新会社を立ち上げた。社長は武田で、今西は専務取締役に就いている。同社は同年11月、渥美郡田原町（現・田原市）の渥美電気および同郡福江町の福江電灯（同）を統合し渥美半島の電気事業を統一。翌1922年（大正11年）には（新）豊橋電気へと社名を変更した。
電気事業では、さらに天竜川水系水窪川（静岡県）の開発を試みた。校友高石弁治のいる岡崎市の岡崎電灯に開発計画を持ち込んだところ、1923年（大正12年）1月、岡崎電灯の半額出資で水窪川水力電気の設立に至る。同社でも社長武田・専務今西の組み合わせであった。5年後の1928年（昭和3年）に水窪川に西渡発電所を完成させ、岡崎電灯に対する電力供給を開始した。
（新）豊橋電気が渥美半島を供給区域とした関係で、同地の鉄道事業にも関係した。1922年3月渥美電鉄が発足すると、今西は専務取締役に就任する。同社は1927年（昭和2年）にかけて現在の豊橋鉄道渥美線にあたる路線を建設していくが、1920年代末になると不況などの影響で経営難に陥る。この危機にあたって今西は会社経営の中心に立ち、時には自己の銀行預金を引き出して会社の手形を決済し急場をしのぐことがあったという。鉄道事業では渥美電鉄に続いて豊橋市内の路面電車建設を目指し武田らとともに1924年（大正13年）3月に豊橋電気軌道（現・豊橋鉄道）を設立、その専務となった。同社は翌年までに現在の豊橋鉄道東田本線を開通させている。

### 急死とその影響
1927年（昭和2年）5月、三河水力電気（後の中央電力）の取締役に就任。同社は大手電力会社東邦電力の傍系会社で、矢作川での電源開発を目的としていた。次いで1930年（昭和5年）8月、岡崎電灯が東邦電力傘下に入った結果新設された中部電力（岡崎）の取締役にも就任した。こうして多数の会社に関わり「東三の事業王」と呼ばれた今西であったが、1932年（昭和7年）末ごろから体調を崩し、名古屋医科大学附属医院に入院。翌1933年（昭和8年）4月23日、肺癌のため死去した。49歳没。葬儀は豊橋市内の浄円寺にて行われ、一周忌の際には会社関係者らによって寺に「謝恩碑」が建てられた。
社長武田賢治・専務今西卓の組み合わせで経営されてきた会社では、今西の急死により社内に動揺が走ったものが少なくなかった。例えば豊橋電気軌道では、2か月後の1933年6月、会社財政再建のためとして武田が一部社員に対して25 - 30パーセントの減俸を通告すると、社員代表3名が武田に面会を求め身分保障を要求するという争議に発展する。今西の死による求心力低下で武田は社内の混乱を収めることができず9月会社から退いた。武田は翌1934年（昭和9年）1月豊橋電気社長も辞職、その他の社長職もすべて失い、その後一時豊橋電気社長に復帰するも1937年（昭和12年）に病没している。

## 親族
- 義兄 ： 犬塚勝太郎 - 内務官僚・政治家。妻タケの兄[21]。
- 従兄 ： 今西龍 - 朝鮮史家・京都帝国大学教授。分家の出身（卓の生家が本家）[7]。